# Child of Light
Child of Light è un videogioco sviluppato presso Ubisoft Montreal e pubblicato da Ubisoft, di genere RPG a turni è disponibile per diverse piattaforme dall'aprile 2014. Il videogioco è localizzato in italiano con sottotitoli e doppiaggio della narrazione della storia, i dialoghi sono interamente scritti in versi, lo stile grafico ricorda le illustrazioni ad acquerello nei libri delle fiabe.
Il videogioco sfrutta il motore grafico UbiArt Framework, lo stesso utilizzato nella serie Rayman e in Valiant Hearts: The Great War. È disponibile anche su Stadia, e compatibile su Xbox Series e PS5.

## Trama
Austria 1895, Aurora una bambina e principessa dai lunghi capelli rossi vive felicemente in un castello insieme a suo padre il re e a sua madre la regina; una donna dai capelli dorati di grande bellezza, ma dalle origini sconosciute. Un giorno la regina misteriosamente scomparve. Aurora, suo padre e tutti i sudditi, piansero per la sua improvvisa scomparsa. Un giorno il re sentendosi solo, conobbe una donna con due figlie decidendo infine di sposarla. Poco tempo dopo in seguito, Aurora si ammalò gravemente per poi infine spirare nel suo letto. Il re pianse disperato per avere perso anche la figlia, ma Aurora si risveglia come in un sogno nelle terre fatate di Lemuria su un altare di pietra. Aurora rimane stupita di trovarsi in un tale posto. Desiderosa di tornare da suo padre inizia ad girare per il bosco oscuro alla ricerca di una strada per tornare a casa.
Trovandosi davanti ad un albero avvolto dalla luce, compare una fiamma azzurra in grado di parlare. Egli si presenta col nome di Igniculus e di essere stato evocato dalla fata dei boschi per vegliare su Aurora. Una voce in lontananza chiama Aurora supplicandola di aiutarla. Entrata dentro un albero cavo Aurora trova una spada conficcata in una pietra davanti alla statua di una donna misteriosa. Raccogliendo la spada sotto richiesta della voce, Aurora acquisisce infine poteri legati alla luce.
Continuando a vagare per il bosco, Aurora e Igniculus si trovano davanti ad un castello in rovina. Entrando nella grande sala si trovano davanti un grande vetro tiffany raffigurante una donna. La voce che si rivela provenire dallo specchio, spiega infine di essere stata imprigionata lì a causa di un incantesimo della regina nera Umbra, il quale implora Aurora di liberarla. Spezzato l'incantesimo, compare infine la signora dei boschi, coperta da un pesante mantello il ringrazia Aurora per averla aiutata, ma purtroppo non può riportala a casa. La dama rivela infine ad Aurora che la terra fatata in cui si trovano si chiama Lemuria ed era governata dalla Regina di Luce. Una donna misteriosa di immensa bellezza che governava saggiamente. Ma un giorno arrivò la regina della notte Umbra e insieme alle sue figlie, ne ha sottratto le stelle, il sole e la luna facendo sprofondare Lemuria in una notte eterna popolato da creature oscure. Non è chiaro cosa accadde alla Regine di Luca, salvo che affrontò Umbra e le sue figlie per poi infine venire sconfitta. Per tornare al proprio regno, Aurora dovrà sconfiggere Umbra e le sue malvagie figlie, ma la posta in gioco non è solo salvare Lemuria, ma compiere il vero destino di Aurora. La Dama dei Boschi rivela infine ad Aurora che tutto è reale e che non è un sogno come all'inizio credeva la bambina. Aurora è stata portata a Lemuria, grazie a un incantesimo. Per tornare a casa è necessario lo specchio magico che Umbra ha rubato. Aurora però desidera solo ritornare da suo padre, ritenendo impossibile recuperare, le stelle, il sole e la luna. La Dama dei Boschi la incoraggia a non perdere le speranze e insieme a Igniculus devono trovare la stanza più alta e più bassa di Lemuria, dove vi sono stati rinchiusi il sole e la luna. Le stelle sono già state liberate quando ha liberato la Dama dei Boschi. Grazie al loro potere, ad Aurora spuntano ali da fata che con sorpresa le permettono di volare. La Dama dei Boschi prima di sparire, rivela ad Aurora di tornare all'altare dove si è risvegliata, avvertendola infine di non togliere per alcun motivo la corona che porta in testa. Come ultima cosa, consegna un fluato ad Aurora avvertendola che nel caso fosse stata triste, di suonarlo. Grazie ai suoi nuovi poteri, Aurora oltrepassa in volo, gli oscuri boschi, ed insieme a Igniculus, iniziano il viaggio.

## Modalità di gioco
Child of Light è un gioco a piattaforme con elementi RPG in cui la risoluzione dei combattimenti avviene con un sistema a turni. Aurora ha il potere di combattere le malvagie creature del buio e con l'aiuto di Igniculus, una lucciola magica. Quest'ultima può essere controllata da un secondo giocatore, permettendo di condividere l'avventura come partita in doppio.
Durante la sua avventura Aurora incontrerà altri personaggi che si uniranno a lei aiutandola nei numerosi scontri.
Disseminati nei livelli di gioco vi sono dei forzieri, aprendoli si potranno ottenere pozioni extra, elisir di energia, pozioni magiche e cristalli di luce chiamati Oculi; questi possono essere abbinati all'attacco, difesa ed alla magia dei personaggi, potenziandoli. Inoltre possono essere creati nuovi Oculi combinando quelli presenti nell'inventario e così facendo si potrà ottenere diverse caratteristiche dai nuovi cristalli creati.

### Combattimenti
I combattimenti si svolgeranno sempre a turni e in due compagni (appena sarà disponibile un alleato), mentre i nemici possono essere da uno a tre, gli scontri sono gestiti da una barra colorata chiamata active time battle, divisa in due sezioni, una di attesa e una di attacco. La posizione di partenza può essere diversa in base ai nemici o agli alleati e a seconda se si esegue un attacco a sorpresa o si subisce una imboscata.

## Personaggi disponibili
- Aurora, è l'eroina del videogioco e una brava spadaccina. Ha il potere della luce e può volare, indossa sempre una corona magica. Dovrà compiere il proprio destino per tornare a casa.
- Igniculus, è una lucciola che a seconda dei casi può donare energia e magia ai componenti della squadra, attivare interruttori, congegni e stordire i nemici e rallentarli negli attacchi. Usa l'energia della luce e può essere controllato da un secondo giocatore.
- Rubella, è un clown e aiuterà Aurora in cambio di ritrovare il suo circo. Usa attacchi a distanza.
- Finn, è un potente mago Capilli, si unirà alla squadra per salvare gli abitanti del proprio villaggio a Lemuria.
- Norah, è la sorella maggiore di Aurora e la aiuterà. Ha lunghi capelli bianchi e usa la spada come arma. Cela un importante segreto.
- Robert, è un topo che si unirà all'impresa per dimostrare il proprio amore alla bella Margaret, una principessa del suo villaggio. In combattimento usa arco e frecce.
- Tristis è un giullare e fratello di Rubella, dopo che il circo lo ha abbandonato si unirà ad Aurora. Ha una espressione sempre malinconica e usa gli stessi attacchi a distanza di Rubella.
- Ōengus è un guerriero devoto Lemuriano, si unirà alla squadra per ripristinare il proprio onore dopo che i suoi compagni lo scacceranno dal loro clan. Usa gli artigli in battaglia.
- Gen diminutivo di Genoveffa, una maga e l'ultima del popolo dei Pisceani. Per salvare il proprio popolo aiuterà Aurora.
- Golem, questo personaggio sarà disponibile dopo aver completato il videogioco, per sbloccarlo si dovrà ripartire con una nuova avventura da capo. Prima di usarlo bisognerà ricostruirlo in quanto è diviso in quattro parti nascoste.

## Colonna sonora
Le musiche del videogioco sono composte dall'artista canadese Cœur de Pirate con Renaud Bastien,  Anthony Rozankovic ed eseguite con la Bratislava Symphony Orchestra diretta da David Hernando Rico.
È stata pubblicata il 29 aprile 2014 su CD e in digitale, contiene le seguenti tracce:
1 Pilgrims On A Long Journey 3:32
2 Aurora's Theme 3:29
3 Magna's Heart 2:35
4 Jupiter's Lightning 2:08
5 Final Breath 2:04
6 Patches Of Sky 3:18
7 Dark Creatures 2:05
8 Little Girl, Gen 2:49
9 Bolmus Populi 1:29
10 Leave Your Castle 3:51
11 Metal Gleamed In The Twilight 4:35
12 Funeral Dirge 0:46
13 Down To A Dusty Plain 2:56
14 Woods Darker Than Night 2:13
15 Path Of The Eclipse 2:23
16 Hymn Of Light 4:36
17 Victory 0:39
18 Off To Sleep 4:26

## Crossover
Dal 31 marzo 2022, Aurora diventa un personaggio giocabile in Bloodstained: Ritual of the Night (2019) di 505 Games.

## Accoglienza
| Testata                        | Versione         | Giudizio |
| ------------------------------ | ---------------- | -------- |
| Metacritic (media al 30/03/22) | Xbox One         | 82/100   |
| Metacritic (media al 30/03/22) | Xbox 360         | 74/100   |
| Metacritic (media al 30/03/22) | Nintendo Wii U   | 84/100   |
| Metacritic (media al 30/03/22) | Nintendo Switch  | 84/100   |
| Metacritic (media al 30/03/22) | PlayStation 4    | 82/100   |
| Metacritic (media al 30/03/22) | PlayStation 3    | 89/100   |
| Metacritic (media al 30/03/22) | PlayStation Vita | 83/100   |
| Metacritic (media al 30/03/22) | PC               | 77/100   |
| OpenCritic (media al 30/03/22) | varie            | 83/100   |